# Mattencloitowie

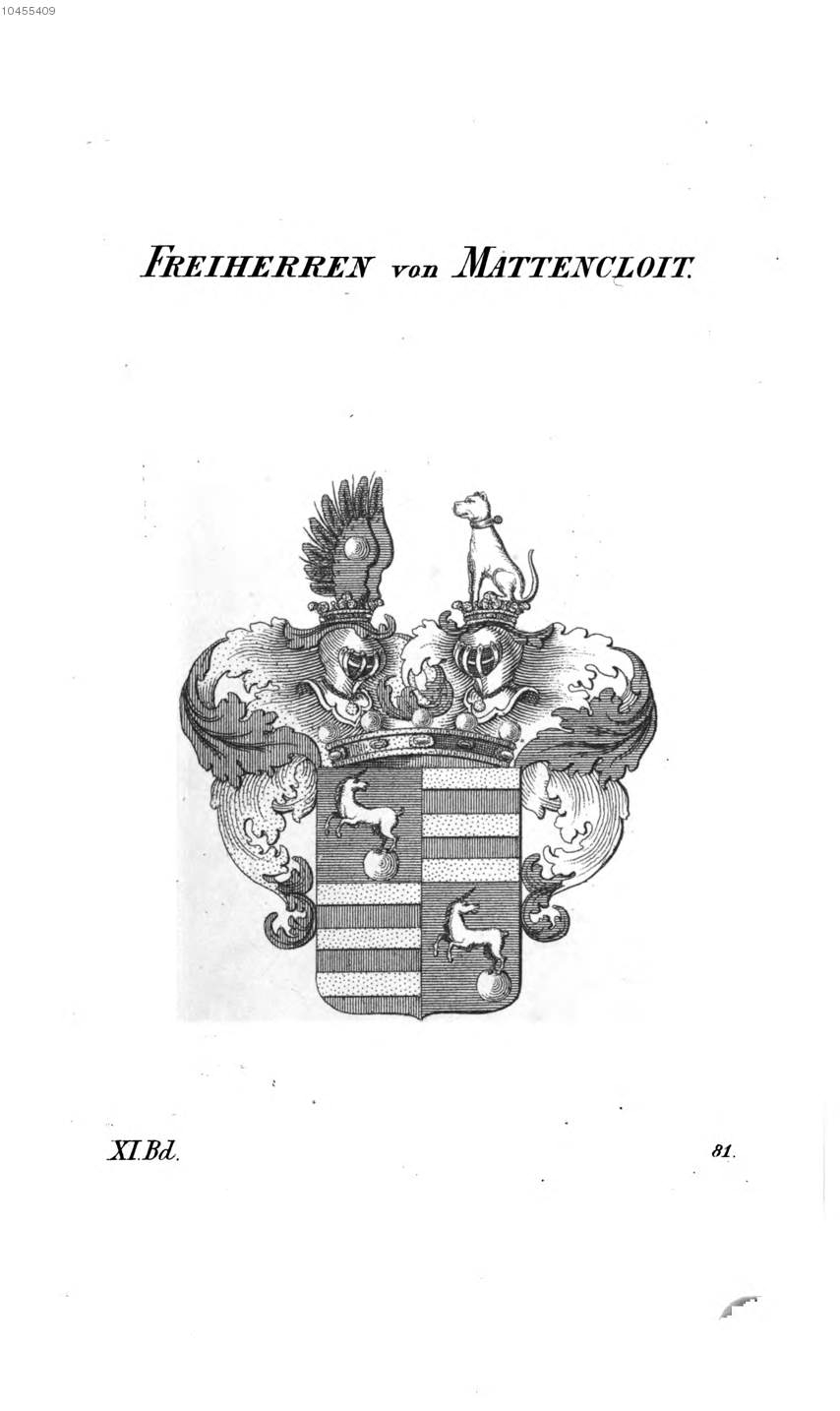
Herb rodowy

Mattencloitowie (cz. Mattencloitové) – rodzina szlachecka pochodząca z Nadrenii.
Protoplastą rodu był Tillman Mattenclot mieszkający w miasteczku Geseke w Westfalii, wzmiankowany w 1460. Przedstawiciele rodziny zostawali następnie m.in. burmistrzami tego i pobliskich miasteczek. W następnym stuleciu rodzina rozprzestrzeniła się na terytorium Niemiec, dzieląc się na kilka gałęzi. Kiedy w 1683 biskupem wrocławskim został Franz Ludwig von Pfalz-Neuburg wraz z nim na Dolny Śląsk przybył Joachim Joannes Mattencloit z dwoma synami. Młodszy z nich, Bartholomaeus Gottfried został przyjęty w poczet czeskiego stanu szlacheckiego w 1689. Przedstawiciel rodu, Franciszek Ludwik von Mattencloit (który w 1732 otrzymał tytuł barona), nabył w 1746 Dąbrowę a rok później Zebrzydowice na Śląsku Cieszyńskim. Odtąd rodzina ta stała się jedną z najważniejszych rodzin szlacheckich w regionie. Linia baronowska podzieliła się z czasem na cztery gałęzie: toszonowicką (która w XIX wieku przeniosła się na Węgry), zebrzydowicką, orłowską (po wejściu w posiadanie majątku w Orłowej w 1838) i marklowicką. Ostatnim przedstawicielem rodu był zmarły w 1971 Ryszard Edward.